# Laico
Il termine laico nell'accezione moderna del termine ha assunto significato di "aconfessionale", ossia dislegato da qualsiasi autorità confessionale, ecclesiastica (o non ecclesiastica), e quindi da qualsiasi confessione religiosa (o non religiosa).
Nel diritto canonico della Chiesa cattolica il laico è il fedele in Cristo battezzato che non è un chierico, vale a dire che non ha ricevuto l'ordine sacro. I laici possono essere anche religiosi, vale a dire gli appartenenti alle società di vita apostolica e congregazioni religiose. La suddivisione dell'universo cristiano in chierici e laici vale da san Girolamo al Decretum Gratiani.
Etimologicamente il termine laico deriva dal gr. laïkós ovvero "del popolo" quindi che vive tra il popolo secolare non ecclesiastico, e che non possiede la conoscenza filosofico - teologica prerogativa della casta sacerdotale. Infatti è proprio questa la differenza. Nella società protocristiana dei primi secoli il laico veniva distinto dal presbitero ed alle cerimonie religiose i laici e i presbiteri partecipavano fisicamente separati. Nelle basiliche protocristiane esisteva un elemento architettonico divisorio, perlopiù marmoreo, chiamato iconostasi; al di là e al di qua di esso prendevano posto rispettivamente il clero e il popolo dei fedeli. L'iconostasi è ancora presente nelle chiese di rito bizantino, sia ortodosse sia cattoliche.
Negli ultimi anni il termine "laico" viene invece utilizzato per indicare un generico agnostico o ateo. Tale uso è semanticamente scorretto, in quanto laico ha significato di svincolato dall'autorità confessionale, ma non inficia la pratica di una particolare credenza religiosa: per cui si possono distinguere "laici credenti" da "laici non credenti".
L'abuso del termine in sede politica, in funzione di sinonimo perfettamente sovrapponibile ad "anticlericale" o "ateo", ha generato l'utilizzo del termine spregiativo "laicista", con un significato simile e opposto all'uso del termine spregiativo "clericale" per indicare persone che si autodefiniscono "laiche" e si comportano come anticlericali, ma "laicista" è anche colui che si professa laico senza esserlo.
Oggi esso ha anche altri significati:
- Nella Chiesa cattolica e nelle Chiese orientali si utilizza la denominazione di fedele laico per tutti i credenti non ordinati: cioè per coloro che in forza del loro battesimo sono cattolici, ma non hanno il ministero di diacono, presbitero o vescovo.  Nel Protestantesimo la parola "laico" è usata in riferimento ai membri di chiesa che non hanno funzioni particolari (pastore, anziano, etc.).
- Nel linguaggio politico il laico è chi propende per una netta separazione della vita delle istituzioni dall'influenza delle confessioni religiose, ossia per indicare chi si ispira ai valori della laicità. Per estensione laico è anche chi desidera una minore influenza delle confessioni religiose nella società.
- Laico è anche una persona priva di pregiudizi. Ragionare laicamente è un'espressione usata per indicare un ragionamento che non parte da presupposti aprioristici e non sfocia in prese di posizione immodificabili.
- Il termine laico viene usato nel contesto di professioni specializzate per riferirsi a chi non pratica la stessa professione. Laico è un membro del Consiglio Superiore della Magistratura che non appartiene all'ordine dei magistrati, normalmente un politico. Laico è anche il magistrato onorario, non togato, ossia il magistrato non professionale, che non è stato selezionato nell'ambito della magistratura con ordinario concorso.

## Origine
La parola laico viene dal greco λαϊκός (laikós, "uno del popolo"), dalla radice λαός (laós, "popolo").
In ambito cristiano compare per la prima volta nella Prima lettera di Clemente, ad indicare un "membro del Popolo di Dio.
Il termine "laico" venne usato nella storia della chiesa per indicare il "volgo" ossia il "popolo", che non avendo preso i voti nelle basiliche doveva restare aldiquà dell'iconostasi (oggi balaustra), che divideva gli officianti dai semplici fedeli. Per estensione l'aggettivo poteva anche indicare coloro che, al contrario dei chierici, non sapevano né leggere né scrivere ,oppure non conoscevano il latino.
Le radici della separazione tra chierici e laici nella Chiesa cattolica si possono rinvenire in:
- nel decreto in nomine Domini che estrometteva il potere imperiali, i laici e la nobiltà romana dalla scelta del Romano Pontefice, riservata ai soli cardinali vescovi;
- sempre da parte di papa Niccolò II (Concilio Lateranense del 1059), il divieto di investitura laicale che proibiva la nomina di ecclesiastici e il dono delle chiese da parte dei laici, sia gratuitamente che con esborso di denaro;
- il divieto delle investiture episcopali da parte dei laici, introdotto da papa Gregorio VII;
- il Dictatus Papae che affermava il primato del Papa su tutti i principi del mondo, il diritto a deporre questi ultimi e sollevare i loro sudditi dall'obbligo di fedeltà.